# کارن خاچاطریان (نویسنده)
کارن گئورگی خاچاتریان (ارمنی: Կարեն Գևորգի Խաչատրյան؛ زادهٔ ۱۰ نوامبر ۱۹۶۲) نویسنده، دانشمند و چهره اجتماعی اهل ارمنستان است.

## زندگی‌نامه
کارن خاچاتریان فارغ‌التحصیل رشته مهندسی معدن از انستیتو پلی‌تکنیک ایروان در سال ۱۹۸۴ می‌باشد. او تحصیلات تکمیلی مقطع کارشناسی ارشد و دکترای خود را در دانشکده دولتی مهندسی معدن مسکو به پایان رساند. پس از پایان تحصیلات، کارن خاچاتریان به تدریس در  دانشکده مهندسی معدن ایروان پرداخت و در سال ۱۹۹۱ به عنوان عضو هیئت علمی دانشگاه انتخاب شد. کارن خاچاتریان در سال ۱۹۹۲ به همراه خانواده خود به ایالات متحده آمریکا مهاجرت نمود. پس از مهاجرت، او تحصیلات علمی و فعالیت‌های پژوهشی خود را در دانشگاه‌های متعددی از جمله دانشگاه پلی تکنیک کالیفرنیا ادامه داد. کارن خاچاتریان علاوه بر زمینه‌های علمی و مهندسی در زمینه‌های هنری و ادبی به خصوص نویسندگی فعالیت‌های فراوانی داشته است و تاکنون جوایز ادبی فراوانی از انجمن‌های ادبی مشهور روسیه و ارمنستان کسب نموده است. کارن خاچاتریان همچنین مدیر و مسئول وبسایت خبری و ادبی خاچکار می‌باشد.
او در حال حاضر به عنوان کارشناس سیستم اطلاعات جغرافیایی در واحد مهندسی نقشه‌برداری و برنامه‌ریزی شهری و مدیریت زهکشی منابع آبی در واحد خدمات شهری لس آنجلس کانتی مشغول به کار می‌باشد.

## همکاری با سازمان علمی جهانی
او تا سال ۲۰۱۸ طراح کلیه جوایز و نمادهای روی مدال‌های اهدایی دو سازمان ولادیمیر ورنادسکی (دانشمند اکراینی و یکی از بنیانگذاران ژئوشیمی، بیواکوشیمی و زمان‌سنجی رادیومتری) که از طرف انجمن ژئوشیمی اروپا که هر ساله به افرادی را که سهم قابل توجهی در زمینه علوم زمین داشته‌اند اهدا می‌شود.

لازم است ذکر شود که مدال طلای وودرو ویلسون توسط مرکز بین‌المللی وودرو ویلسون برای محققان در واشینگتن دی سی اعطا می‌شود. این مدال به افرادی اعطا می‌شود که سهم قابل توجهی در خدمات عمومی و دولت داشته باشند. این جایزه برای اولین بار در سال ۲۰۱۳ برای قدردانی از افرادی که نمونه آرمان‌ها و ارزش‌های رئیس‌جمهور وودرو ویلسون، که به عنوان بیست و هشتمین رئیس‌جمهور ایالات متحده خدمت می‌کرد، تأسیس شد. از جمله دریافت کنندگان مدال طلای وودرو ویلسون می‌توان به هیلاری کلینتون وزیر امور خارجه سابق، لورا بوش بانوی اول سابق و جب بوش فرماندار سابق فلوریدا و دیگران اشاره کرد.

## فعالیت‌های ادبی و روزنامه‌نگاری
کارن خاچاطریان (نام ادبی خاچکار) به صورت فعال عضو انجمن نویسندگان ارمنستان، عضو انجمن روزنامه نگاران ارمنستان، عضو فدراسیون بین‌المللی روزنامه نگاران، معاون اجرایی انجمن نویسندگان ارمنستان از ایالات متحده آمریکا می‌باشد. او بیش از صد شعر، رمان و داستان کوتاه، رمان تاریخی و ده‌ها مقاله و مقاله، نمایشنامه نمایشی و ۲۴ کتاب را از به رشته تحریر درآورده است.

## جوایز ادبی و فرهنگی
تقدیرنامه از مجلس نمایندگان ایالات متحده آمریکا / با امضای نماینده کنگره آدام شیف
گواهی به رسمیت شناختن سنای ایالت کالیفرنیا / با امضای سناتور ایالتی آنتونی پورتانتینو.
گواهی به رسمیت شناختن مجلس قانونگذار کالیفرنیا / امضا شده توسط عضو مجمع لورا فریدمن.
لوح تقدیر شهردار شهر گلندل / با امضای شهردار واردان قرپتیان.
گواهی شناسایی از سرکنسولگری جمهوری ارمنستان در لس آنجلس / با امضای سرکنسول سرگئی سارکیسوف.
نامه قدردانی از اسقف کلیسای ارمنستان غربی / با امضای اسقف اعظم هوونان دردریان.